# Mastí napolità
El Mastí napolità o Mastino Napoletano és una raça italiana de gos gran de tipus mastí. Va ser reconegut com a raça per l'Ente Nazionale della Cinofilia Italiana el 1949, i acceptat per la Fédération Cynologique Internationale el 1956.

## Història
Els primers Mastins asiàtics van ser portats de l'Índia a Grècia per Alexandre el Gran, pel voltants de l'any 300 a. de C. Els grecs els van donar a conèixer als romans, que es van entusiasmar i els van usar en els combats de circ. La paraula Mastí prové del llatí que significa massivus, que significa massís. Segons la cinologia anglesa, en canvi, el mastí va ser portat a Britannia pels Fenicis l'any 500 aC d'allí s'hauria iniciat la difusió per Europa.El Mastí Napolità és de tota manera descendent de l'antic romà. Mentre les races es varen extingir per tot Europa, a Campània la cria continuava, malgrat les amenaces del temps i de la guerra. Es pot assegurar així que el mastí napolità viu a Campània des de fa almenys dos mil anys, encara que la seva primera aparició oficial en la cinologia data de 1946 i el seu estàndard de 1949.

## Atencions
El Napolità necessita moltes cures del seu amo, sobretot per les seves possibles malalties, haurà de netejar-li la cara després de cada àpat. Els plecs de pell solta exigeixen banys freqüents per evitar infeccions. Sofreixen de problemes ortopèdics com a displàsia de maluc, de colze i artritis. Pel que fa a la dieta haurà de ser rica en hidrats de carboni i greix amb menys proteïnes. Cal cuidar-los tant del fred com de la calor. Són més propensos a sofrir la calor i la humitat, necessitarà ombra i aigua en abundància i si fos necessari cal mullar-lo amb regularitat en els dies de molta calor.
Aquests gossos visquin fins a 10 anys.  Es calcula que la mitjana de vida és de 9,3 anys, molt inferior a la mitjana de tots els gossos, de 12,5 anys.

## Alimentació
Les necessitats en Kilocalories diàries, varien entre les 
. En aquesta raça, com en altres molosos, s'accentua el problema de l'ús incontrolat i excessiu de complexos minerals i vitamínics, tan greu com per lesionar irreparablement la salut del gos. Molts propietaris, per obtenir exemplars excepcionals, sobrepassen de llarg les exigències alimentàries, ocasionant-los a més d'intoxicacions, manques alimentàries secundàries. L'aportació de vitamines i minerals només es fa necessària quan el veterinari en determina una manca específica en el gos.

## Caràcter
És de caràcter decidit i fidel; no és agressiu, ni mossega sense raó. Com a protector de la propietat i dels seus habitants està sempre vigilant. És intel·ligent, noble i majestuós.

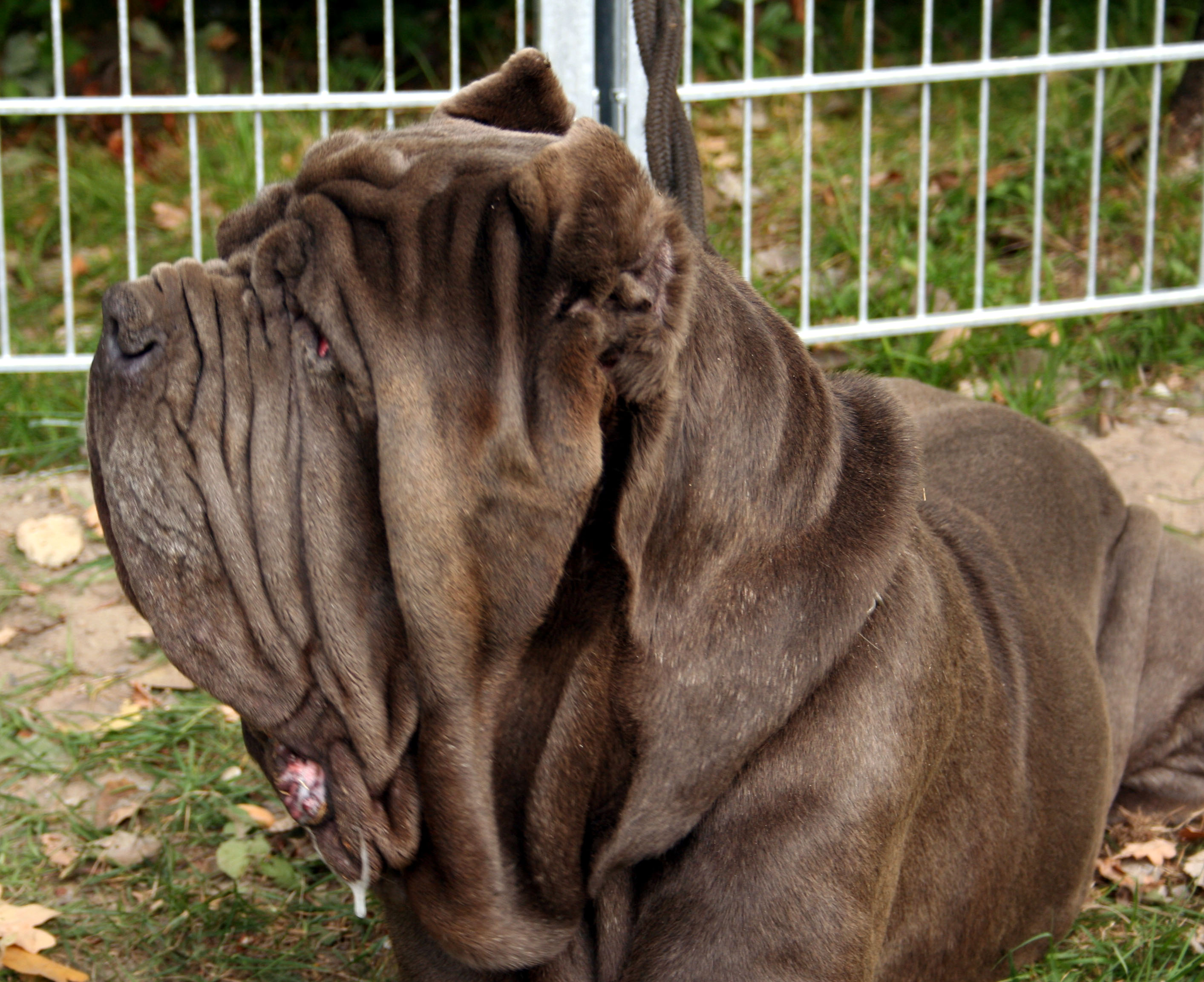
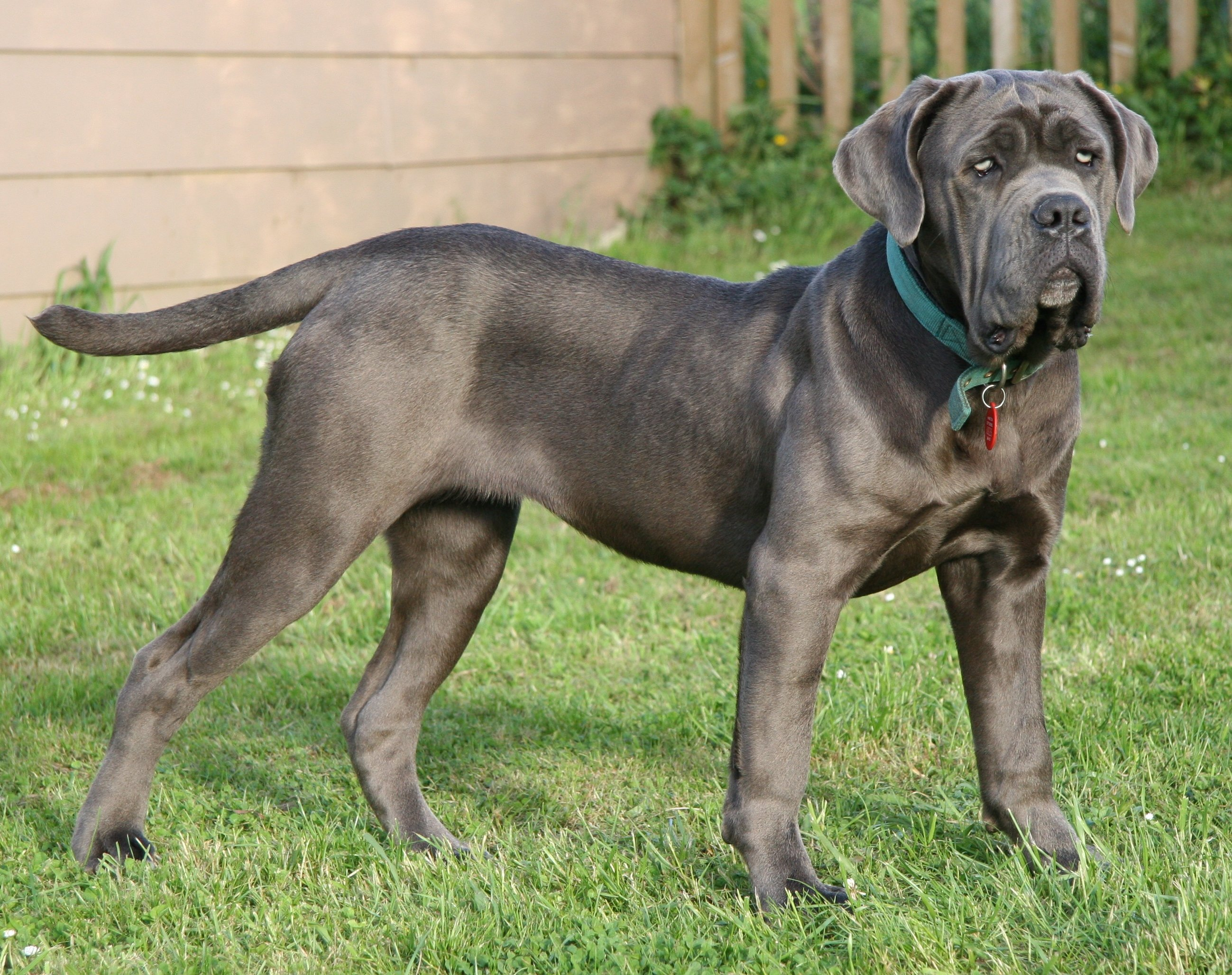
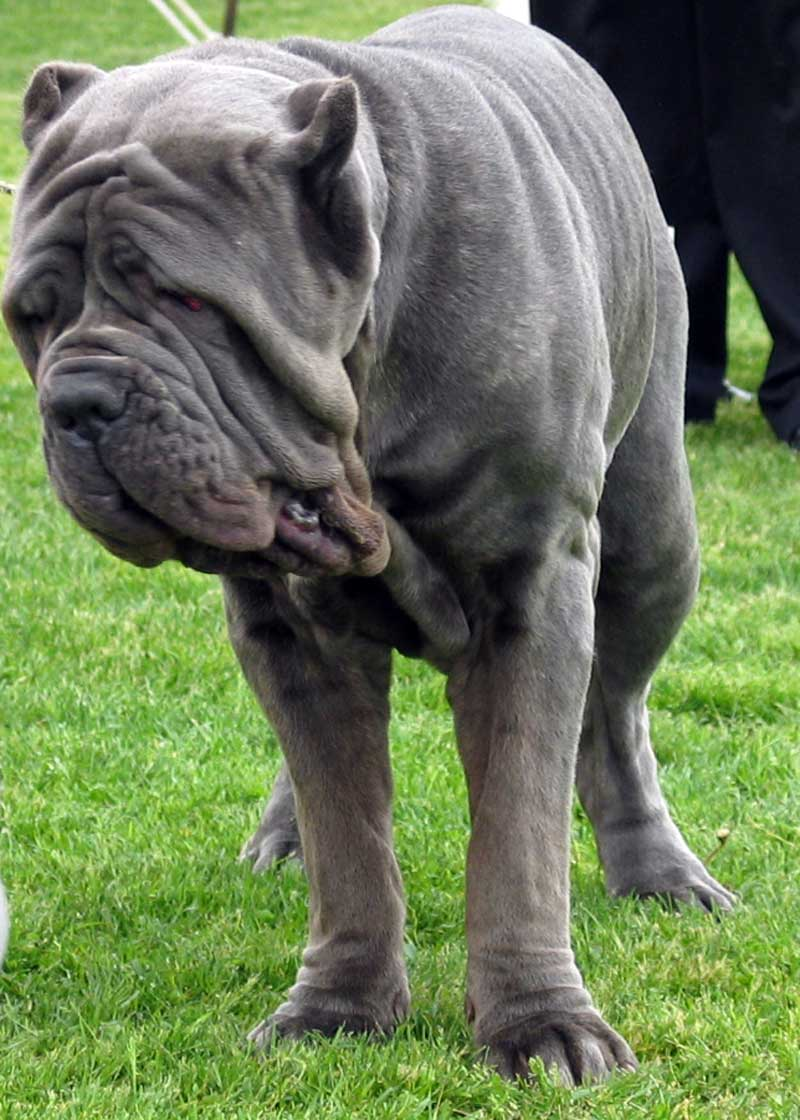
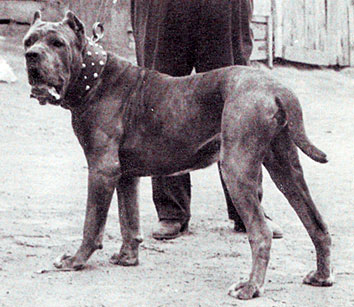
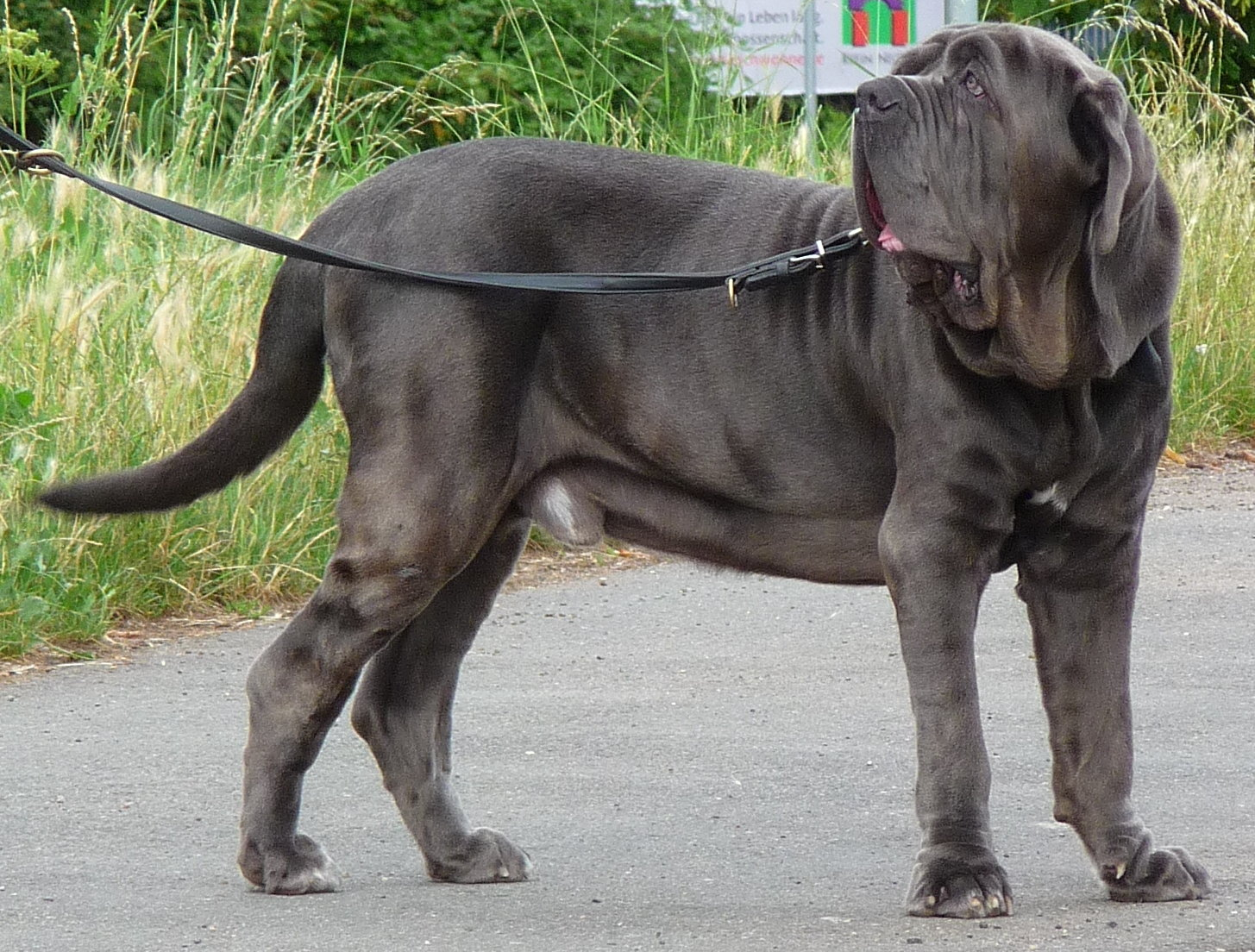
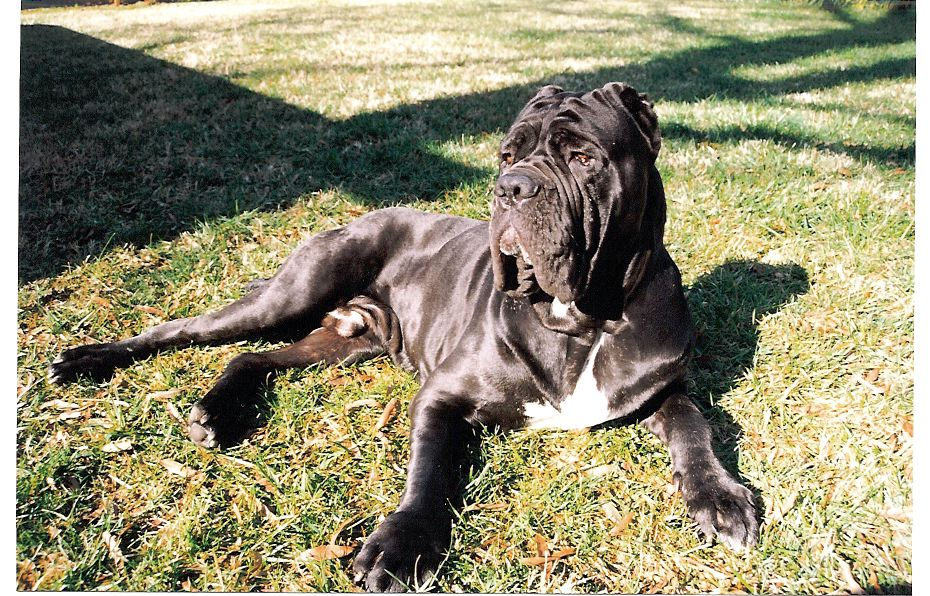

## Utilitat
El Mastí Napolitá és un gos molt fort, és utilitzat com a gos guardià, i no és el típic gos de companyia. Respondrà tan sols a una persona, i cal tenir en compte que aquest gos possiblement és més fort i més gran que el propietari. Es necessita experiència i tenir molt de coratge per poder manejar al Mastí Napolità. Cal anar alerta quan el gos entri a l'interior de la casa, ja que pot destrossar objectes. Serà fidel únicament al seu amo i el protegirà fins a reduir al seu oponent.

## Curiositats
La neteja del pelatge ha de realitzar-se amb un raspall tou i amb un guant per a pèl llis.El tall de les orelles ha de realitzar-se cap al 70 o 80 dia d'edat i de manera tal que el pavelló auricular prengui una forma aproximada de triangle.